# دایره نه‌نقطه

دایرهٔ ۹ نقطه

در هندسه، دایرهٔ نُه‌نقطه ( که به دایره اویلر نیز معروف است) دایره ای است که می‌توان آن را برای هر مثلثی ایجاد کرد. علت نام‌گذاری این دایره به این نام، این است که از ۹ نقطهٔ مهم مثلث می‌گذرد. این ۹ نقطه (هر مورد شامل ۳ نقطه‌است):
- میانه‌های اضلاع مثلث
- پای ارتفاع‌ها
- وسط پاره‌خطهایی که از هر رأس تا مرکز ارتفاعی (Orthocenter) مثلث کشیده شده‌اند.

هستند.
هم‌چنین دایرهٔ نه نقطه با نام‌های دایرهٔ فوئرباخ، دایرهٔ ترکوئم، دایرهٔ اویلر، دایرهٔ دوازده نقطه، دایرهٔ ۶ نقطه، دایرهٔ n نقطه و دایره اوساط نیز شناخته می‌شود. دایره نه نقطه با دایره محاطی مثلث در نقطه ای به نام فوئرباخ مماس است.

## تاریخچه
کارل ویلهلم فوئرباخ ریاضیدان آلمانی برای نخستین بار ویژگی‌های دایره ۶ نقطه ای را توصیف کرد که از پای عمودها و از وسط اضلاع مثلث می‌گذرد. لیکن ریاضیدان فرانسوی Olry Terquem برای اولین بار شرح کاملی از ۹ نقطه این دایره داد.

## ویژگی‌های دایره اویلر

دایره اویلر بر دایره‌های محاطی داخلی و خارجی مثلث مماس است.

1. شعاع دایره اویلر هر مثلث برابر با نصف شعاع دایره محیطی آن مثلث است.
2. مرکز دایره اویلر در مرکز خطی است که مرکز دایره محیطی را به مرکز ارتفاعی مثلث متصل می‌کند.
3. مرکز دایره اویلر بر خط اویلر واقع است. (خط اویلر خطی است که از مرکز ثقل مثلث [محل تقارب میانه‌ها]، مرکز ارتفاعی مثلث و مرکز دایره محیطی مثلث عبور می‌کند
4. طبق قضیه فوئرباخ (Feuerbach)، دایره اویلر بر دایره‌های محاطی داخلی و خارجی مثلث مماس است
5. اگر از مرکز ارتفاعی مثلث (نقطه H) خطی رسم کنیم تا دایره محیطی را در نقطه X و دایره اویلر را در نقطه Y قطع کند. همواره داریم XY = HY